# Аветисян, Карен Петросович
Каре́н Петро́сович Аветися́н (2 августа 1983 года, Ереван) — российский боксёр армянского происхождения. Выступает на профессиональном уровне начиная с 2006 года, в средней и второй средней весовых категориях. Владел титулами чемпиона России (2011), чемпиона Азии по версии ВБС (2011), чемпиона СНГ (2013). Находясь в профессиональном боксе более десяти лет, стал одним из самых известных российских джорнименов.

## Биография
Карен Аветисян родился 2 августа 1983 года в Ереване Армянской ССР, однако ещё ребёнком переехал на постоянное жительство в город Барнаул Алтайского края, где в частности в 1998 году окончил барнаульскую среднюю школу.
Активно заниматься боксом начал с раннего детства, на любительском уровне добился звания мастера спорта.
На профессиональном ринге дебютировал в июне 2006 года, победив своего первого соперника единогласным решением судей в четырёх раундах. Всего в течение двух лет провёл четыре поединка, из них три выиграл и один свёл к ничьей. В 2007 году также провёл первый и единственный бой по правилам ММА, в поединке против Михаила Царёва проиграл болевым приёмом «рычаг локтя».
После некоторого перерыва в октябре 2010 года Аветисян вернулся в бои, встретившись с небитым Константином Питерновым — это было его первое поражение в профессиональной карьере, поражение техническим нокаутом во втором раунде. Два месяца спустя вышел на ринг против будущего чемпиона мира Сергея Ковалёва, приехавшего в Россию из США и проводившего первый профессиональный бой на Родине. Ковалёв победил в этом бою, но ему не удалось нокаутировать Аветисяна — тот продержался на ногах все шесть раундов и проиграл по очкам. Далее последовал бой с другим непобеждённым российским проспектом Максимом Лимоновым, на кону стоял вакантный титул чемпиона России в средней весовой категории, и этот титул забрал Лимонов, выигравший единогласным судейским решением.
В октябре 2011 года состоялся матч-реванш между Кареном Аветисяном и Константином Питерновым — разыгрывались принадлежавший Питернову титул чемпиона России во втором среднем весе, а также вакантный титул чемпиона Азии по версии Всемирного боксёрского совета. На сей раз большего успеха добился Аветисян, выиграв решением большинства судей.
Став чемпионом России и Азии, Аветисян победил ещё в одном бою, одержав победу нокаутом над небитым узбеком Бобиром Мирзаевым, а затем провёл два неудачных боя в Узбекистане и на Украине. В конце 2012 года запомнился яркой победой над Арманом Овсепяном, тяжёлым нокаутом во втором раунде. В июне 2013 года завоевал титул чемпиона СНГ, взяв верх над представителем Узбекистана Бекзодом Юнусовым — по окончании десяти раундов все трое судей отдали ему победу. Кроме того, в этот период боксировал с небитым российским проспектом Арифом Магомедовым, проиграл ему единогласным решением судей.
В 2014 году боксировал с ещё одним известным российским боксёром, шедшим без проигрышей Дмитрием Михайленко. Несмотря на поражение от Михайленко, следующий свой поединок Аветисян выиграл и вскоре вновь получил право оспорить титул чемпиона России во втором среднем весе, при этом другим претендентом на вакантный пояс назначили Дилмурода Сатыбалдиева. Сатыбалдиев выглядел намного лучше и победил единогласным решением судей.
2015 год оказался не очень удачным, Аветисян проиграл по очкам чеченскому боксёру Апти Устарханову, вновь проиграл Сатыбалдиеву, был побеждён перспективным белорусским боксёром Александром Сушицом, свёл к ничьей поединок с дебютантом Александром Рудневым. В феврале 2016 года единогласным судейским решением проиграл непобеждённому российскому проспекту Андрею Сироткину.

## Статистика профессиональных боёв
В таблице перечислены результаты всех поединков боксёров.
В каждой строке указан результат поединка. Дополнительно номер поединка обозначен цветом, который обозначает итог поединка. Расшифровка обозначений и цветов представлена в нижеследующей таблице.
| Пример | Расшифровка                     |
| ------ | ------------------------------- |
|        | Победа                          |
|        | Ничья                           |
|        | Поражение                       |
|        | Планируемый поединок            |
|        | Поединок признан несостоявшимся |
| КО     | Нокаут                          |
| ТКО    | Технический нокаут              |
| PTS    | Решение судей (по очкам)        |
| UD     | Единогласное решение судей      |
| MD     | Решение большинства судей       |
| SD     | Раздельное решение судей        |
| RTD    | Отказ от продолжения боя        |
| DQ     | Дисквалификация                 |
| NC     | Поединок признан несостоявшимся |

| Бой | Дата             | Соперник                      | Место проведения                           | Раундов   | Примечание                                                  |
| --- | ---------------- | ----------------------------- | ------------------------------------------ | --------- | ----------------------------------------------------------- |
| 54  | 21 августа 2022  | Александр Зубков (7-5-0)      | Ресторан «Панорама», Самара, Россия        | UD8 (8)   |                                                             |
| 53  | 27 мая 2022      | Руслан Бикменов (дебют)       | Концерт Холл «Мир», Москва, Россия         | UD4 (4)   |                                                             |
| 52  | 29 апреля 2022   | Артур Тер-Исраэлян (1-0-0)    | Концерт Холл «Мир», Москва, Россия         | RTD3 (6)  |                                                             |
| 51  | 27 марта 2022    | Ришат Бакиров (дебют)         | Концерт Холл «Мир», Москва, Россия         | UD6 (6)   |                                                             |
| 50  | 13 ноября 2021   | Владислав Столбовский (дебют) | Академия Бокса Сибирь, Новосибирск, Россия | TKO4 (4)  |                                                             |
| 49  | 22 августа 2020  | Александр Елизаров (7-0-0)    | «Пирамида», Казань, Россия                 | UD8 (8)   |                                                             |
| 48  | 10 августа 2020  | Исами Меса (1-0-0)            | «Вегас Сити Холл», Красногорск, Россия     | UD6 (6)   |                                                             |
| 47  | 27 июня 2020     | Михаил Остроумов (дебют)      | УСК «Крылья Советов», Москва, Россия       | TKO2 (6)  |                                                             |
| 46  | 1 февраля 2020   | Абдулхамид Хакимов (4-0-0)    | Отель «Ханабад», Ханабад, Узбекистан       | UD6 (6)   |                                                             |
| 45  | 15 декабря 2019  | Евгений Терентьев (14-2-0)    | Академия бокса Сибирь, Новосибирск, Россия | MD6 (6)   |                                                             |
| 44  | 14 ноября 2019   | Дмитрий Майдаков (1-0-0)      | Отель «Азимут», Санкт-Петербург, Россия    | UD4 (4)   |                                                             |
| 43  | 2 ноября 2019    | Хайбула Мусалов (1-0-0)       | Академия РМК, Екатеринбург, Россия         | UD6 (6)   |                                                             |
| 42  | 13 октября 2019  | Артыш Лопсан (дебют)          | Академия бокса Сибирь, Новосибирск, Россия | UD4 (4)   |                                                             |
| 41  | 16 сентября 2019 | Тимур Керефов (6-0-0)         | Korston Club, Москва, Россия               | UD6 (6)   |                                                             |
| 40  | 7 сентября 2019  | Вараздат Мкртчян (7-0-0)      | Площадь Октября, Барнаул, Россия           | UD8 (8)   |                                                             |
| 39  | 13 июля 2019     | Иван Никонов (дебют)          | Академия РМК, Екатеринбург, Россия         | UD4 (4)   |                                                             |
| 38  | 5 июля 2019      | Берикбай Нурымбетов (3-0-0)   | ДС Балуана Шолака, Алма-Ата, Казахстан     | UD6 (6)   |                                                             |
| 37  | 19 мая 2019      | Вячеслав Барсуков (6-0-0)     | Cortesia, Краснодар, Россия                | TKO4 (6)  |                                                             |
| 36  | 24 марта 2019    | Улугбек Хакбердиев (5-0-0)    | Алматы Арена, Алма-Ата, Казахстан          | TKO2 (6)  |                                                             |
| 35  | 23 декабря 2018  | Гидаят Мусаев (3-0-0)         | УСК «Крылья Советов», Москва, Россия       | UD8 (8)   |                                                             |
| 34  | 8 декабря 2018   | Роман Закиров (7-0-0)         | Академия бокса, Екатеринбург, Россия       | UD6 (6)   |                                                             |
| 33  | 1 декабря 2018   | Мурад Рамазанов (дебют)       | КЦ «Галактика», Эстосадок, Россия          | UD4 (4)   |                                                             |
| 32  | 9 сентября 2018  | Максим Вошков (6-0-0)         | Дворец зрелищ и спорта, Барнаул, Россия    | SD8 (8)   | Аветисян был в нокдауне в 6 раунде.                         |
| 31  | 16 июня 2018     | Евгений Терентьев (11-0-0)    | Школа А. Морозова, Санкт-Петербург, Россия | TKO5 (10) |                                                             |
| 30  | 1 сентября 2017  | Нурбек Мухаметбеков (дебют)   | Торпедо, Рубцовск, Россия                  | PTS4 (4)  |                                                             |
| 29  | 5 апреля 2017    | Николай Веселов (1-0-0)       | Корстон, Москва, Россия                    | UD6 (6)   |                                                             |
| 28  | 4 марта 2017     | Улугбек Хакбердыев (дебют)    | Грааль, Краснодар, Россия                  | UD6 (6)   |                                                             |
| 27  | 14 октября 2016  | Руслан Хамикоев (6-1-0)       | Korston Club, Москва, Россия               | SD8 (8)   |                                                             |
| 26  | 9 сентября 2016  | Асламбек Идигов (9-0-0)       | Крылья Советов, Москва, Россия             | SD6 (6)   |                                                             |
| 25  | 16 августа 2016  | Владимир Шишкин (1-0-0)       | Korston Club, Москва, Россия               | UD6 (6)   |                                                             |
| 24  | 2 июня 2016      | Магомед Мадиев (6-0-0)        | Korston Club, Москва, Россия               | UD8 (8)   |                                                             |
| 23  | 22 февраля 2016  | Андрей Сироткин (6-0-0)       | Айсберг, Адлер, Россия                     | UD8 (8)   |                                                             |
| 22  | 27 ноября 2015   | Александр Руднев (дебют)      | Дворец зрелищ и спорта, Барнаул, Россия    | SD4 (4)   |                                                             |
| 21  | 15 августа 2015  | Александр Сушиц (18-3-1)      | Баскет-холл, Краснодар, Россия             | UD8 (8)   |                                                             |
| 20  | 26 июня 2015     | Дилмурод Сатыбалдиев (7-1-0)  | Трамплин, Москва, Россия                   | UD8 (8)   |                                                             |
| 19  | 26 апреля 2015   | Апти Устарханов (8-1-2)       | Колизей, Барнаул, Россия                   | UD6 (6)   |                                                             |
| 18  | 11 декабря 2014  | Дилмурод Сатыбалдиев (5-1)    | Дворец Спорта в Крылатском, Москва, Россия | UD10 (10) | Бой за вакантный титул чемпиона России во 2-м среднем весе. |
| 17  | 4 июня 2014      | Руслан Сиражев (1-2-0)        | Дворец зрелищ и спорта, Барнаул, Россия    | UD8 (8)   |                                                             |
| 16  | 15 февраля 2014  | Дмитрий Михайленко (15-0-0)   | Рингс, Екатеринбург, Россия                | UD10 (10) |                                                             |
| 15  | 15 ноября 2013   | Валех Алиев (4-10-3)          | Дворец зрелищ и спорта, Барнаул, Россия    | TKO3 (8)  |                                                             |
| 14  | 24 августа 2013  | Ариф Магомедов (5-0-0)        | Байк-шоу, Волгоград, Россия                | UD8 (8)   |                                                             |
| 13  | 4 июня 2013      | Бекзод Юнусов (6-1-0)         | Дворец зрелищ и спорта, Барнаул, Россия    | UD10 (10) | Бой за титул чемпиона СНГ.                                  |
| 12  | 8 декабря 2012   | Арман Овсепян (12-2-0)        | Спорт-Сервис, Подольск, Россия             | KO2 (6)   |                                                             |
| 11  | 27 октября 2012  | Марат Кулумбегов (7-0-1)      | Sport Life, Киев, Украина                  | RTD7 (8)  | Бой остановлен из-за рассечения.                            |
| 10  | 30 июня 2012     | Гайрат Ахмедов (17-0-1)       | Андижан, Узбекистан                        | UD10 (10) |                                                             |
| 9   | 1 декабря 2011   | Бобир Мирзаев (5-0-0)         | Дворец зрелищ и спорта, Барнаул, Россия    | КО1 (10)  |                                                             |
| 8   | 1 октября 2011   | Константин Питернов (13-1-0)  | Дворец зрелищ и спорта, Барнаул, Россия    | MD12 (12) | Бой за титулы чемпиона России и Азии во 2-м среднем весе.   |
| 7   | 27 мая 2011      | Максим Лимонов (15-0-0)       | Арена, Кемерово, Россия                    | UD10 (10) | Бой за вакантный титул чемпиона России в среднем весе.      |
| 6   | 15 декабря 2010  | Сергей Ковалёв (11-0-0)       | Водолей, Екатеринбург, Россия              | UD6 (6)   |                                                             |
| 5   | 16 октября 2010  | Константин Питернов (11-0-0)  | Аквариум, Мякинино, Россия                 | TKO2 (6)  |                                                             |
| 4   | 23 января 2008   | Сафо Бобораджабов (0-4-0)     | Дворец зрелищ и спорта, Барнаул, Россия    | TKO4 (6)  | Бой прекращён из-за травмы.                                 |
| 3   | 19 июля 2007     | Евгений Пешехонов (0-18-1)    | Водолей, Екатеринбург, Россия              | UD4 (4)   |                                                             |
| 2   | 19 апреля 2007   | Артур Галимов (дебют)         | Водолей, Екатеринбург, Россия              | PTS4 (4)  |                                                             |
| 1   | 18 июня 2006     | Сергей Субботин (1-3-0)       | Барнаул, Россия                            | UD4 (4)   | Профессиональный дебют Аветисяна.                           |